# Kneitlingen (Adelsgeschlecht)

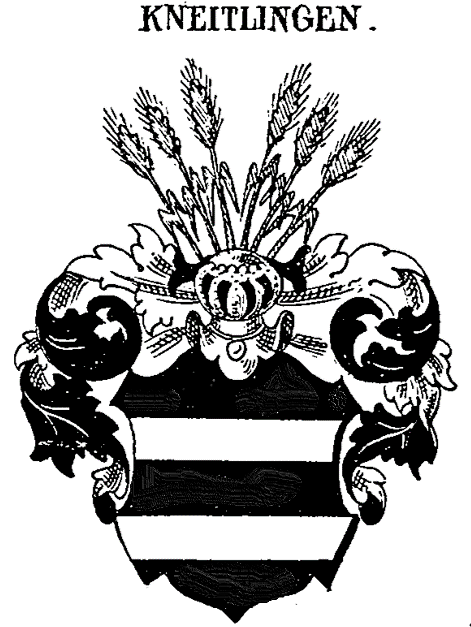
Wappen derer von Kneitlingen bei Johann Siebmacher (1880)

Kneitlingen, auch Knettlingen, Knötling, war ein niedersächsisches Adelsgeschlecht.

## Geschichte
Stammsitz der Familie war Kneitlingen. Von dort verbreitete sich die Familie im Braunschweig-Wolfenbüttel, im Erzbistum Magdeburg, im Fürstentum Halberstadt, Anhalt sowie in der Reichsstadt Quedlinburg. 1732 ist noch ein Vertreter der Familie nachweisbar, wenig später starb sie wahrscheinlich mit dem Tod des preußischen Obristen Friedrich Wilhelm von Kneitlingen in Nürnberg 1739 in männlicher Linie aus.

## Wappen
Blasonierung: In Schwarz zwei silberne Balken. Auf dem Helm fünf (oder sechs) silberne Reiherfedern (oder Kornähren). Die Helmdecken sind schwarz-silbern.

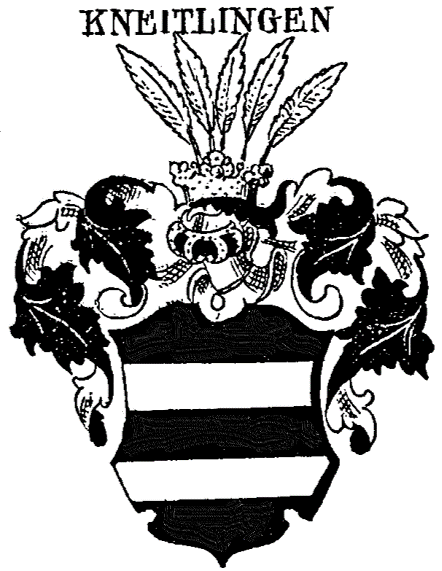
Wappen derer von Kneitlingen bei Johann Siebmacher (1884)
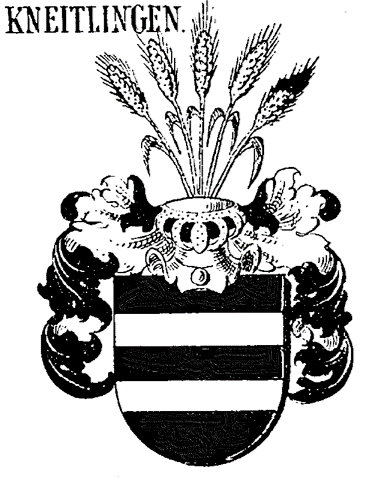
Wappen derer von Kneitlingen bei Johann Siebmacher (1905)

## Persönlichkeiten
- Tile von Kneitlingen (14. Jahrhundert), welfischer Ministeriale, mögliches Vorbild für die Sagengestalt Till Eulenspiegel
- Joachim von Kneitlingen († 1552),  Rektor der Universität Leipzig und Kanoniker der Stiftskolegien zu Magdeburg, Halberstadt und Merseburg
- Gebhard von Kneitlingen († um 1620), Gerichtsherr auf Dedeleben und Besitzer des Fleischhofs in Quedlinburg